# Per Enarsson
Per "Pelle" Enar Enarsson, född 1 maj 1967, är en svensk diplomat.
Enarsson växte upp i Kenya med föräldrar som arbetade med bistånd. Han inledde sin yrkesbana på Miljödepartementet 1994. Han har tjänstgjorde på FN-representationen i New York, vid ambassaden i London och på UD:s enheter för internationellt respektive globalt samarbete. Vidare har han tjänstgjort på FN:s miljöprogram i Nairobi och för Europeiska utrikestjänsten (EEAS) i Bryssel där han hade ansvar för Georgien på EEAS:s avdelning MD3B2 som hanterar de bilaterala kontakterna med länderna i Östra partnerskapet. Därefter var han kabinettschef för EU:s särskilda representant till Afrikas horn. Fram till 2015 tjänstgjorde han på UD:s planeringsstab. Enarsson är sedan den 12 februari 2015 ambassadör i Asmara med stationering i Stockholm.
Enarsson är gift med ambassadören Anna-Karin Eneström och tillsammans har de två barn.